# Marie Aubert
Marie Grønborg Aubert (ur. 17 lipca 1979) – norweska pisarka mieszkająca w Oslo. Ukończyła roczne studium kreatywnego pisania na Skrivekunst-akademiet i Hordaland (rocznik 2001–2002).
Debiut literacki w 2016 - zbiór dziewięciu opowiadań Kan jeg bli med deg hjem.
Pierwsza powieść Dorośli (org. Voksne mennesker, 2019) nagrodzona Young People’s Critics’ Prize (2019) oraz nominowana do Bokhandlerprisen. Prawa do wydania książki sprzedały się w kilkunastu krajach (polski przekład Karolina Drozdowska, Wydawnictwo Pauza 2020).
Jedno z jej opowiadań zostało wyreżyserowane przez Martę Streker w ramach drugiej części cyklu Inscenizacje na 16. Międzynarodowym Festiwalu Opowiadania we Wrocławiu (2020). Odczytu dokonali aktorzy Wiktoria Czubaszek oraz Paweł Palcat.

## Twórczość
- Kan jeg bli med deg hjem, 2016
- Voksne mennesker, 2019 (pol. Dorośli, Wydawnictwo Pauza, 2020)